# ادامه بده منا بهائی (فیلم)
ادامه بده مونا بهای (هندی: लगे रहो मुन्ना भाई، انگلیسی: Lage Raho Munna Bhai) یا داداش مونا گاندی شناس می‌شود یک فیلم هندی در ژانر کمدی-درام به کارگردانی راجکمار هرانی و محصول سال ۲۰۰۶ است.
این فیلم دنباله فیلم منّا قلدره و محبت جادویی می باشد.